# Гойко Качар
Гойко Качар (на сръбски: Гојко Качар или Gojko Kačar) е сръбски футболист, роден на 26 януари 1987 г. в Нови Сад. Играе като дефанзивен полузащитник или централен защитник в Хамбургер ШФ. Качар е от спортно семейство – единият му чичо Слободан Качар има златен медал във вдигането на тежести от Олимпиадата в Москва през 1980 г., а другият - Тадия Качар - сребърен медал в бокса на Олимпиадата в Монреал през 1976 г.

## Клубна кариера
През първите си пет години в професионалния футбол Качар се състезава за сръбския Войводина, с който през 2007 г. играе финал за Купата на Сърбия и завършва на трето място в шампионата. Трансферът му в Херта за 3 милиона евро е рекорден в историята на сръбския клуб. През 2010 г. преминава в Хамбургер, където не успява да се наложи и заради многото полузащитници в отбора през зимната пауза на сезон 2012/2013 е сложен в трансферната листа, но до трансфер не се стига. През този сезон изиграва едва три мача, не само заради конкуренцията на своя пост, но и заради тежката контузия, която го вади от терените от април до ноември. Преди началото на сезон 2013/2014 е отпратен в дублиращия отбор, а по-късно върнат от новия треньор Берт ван Марвайк, но така и не записва нито един мач. В началото на 2014 г. отива под наем до края на сезона в Серезо Осака. Печели титулярното място, но решава да се бори за място в Хамбургер и отказва предложението да продължи договора си с японския отбор.

## Национален отбор
С младежкия националния отбор Качар участва на европейските първенства за младежи през 2007 (става вицешампион) и 2009. През 2008 г. отбелязва пет гола за същата формация срещу Унгария, като три от тях са в 87-ата, 88-ата и 89-ата минути. Същата година участва на олимпиадата в Пекин. За А националния отбор Качар дебютира на 24 ноември 2007 г. срещу Казахстан.

## Успехи
- Европейски вицешампион за младежи (2):
  - 2009 (Сърбия)
- Финалист за Купата на Сърбия (1):
  - 2007 („Войводина“)
- 3-то място в първентството на Сърбия (1):
  - 2007 („Войводина“)